# Cantón de Dangé-Saint-Romain
El cantón de Dangé-Saint-Romain era una división administrativa francesa, que estaba situada en el departamento de Vienne y la región de Poitou-Charentes.

## Composición
El cantón estaba formado por ocho comunas:
- Buxeuil
- Dangé-Saint-Romain
- Ingrandes
- Leugny
- Les Ormes
- Oyré
- Port-de-Piles
- Saint-Rémy-sur-Creuse

## Supresión del cantón de Dangé-Saint-Romain
En aplicación del Decreto nº 2014-264 de 27 de febrero de 2014, el cantón de Dangé-Saint-Romain fue suprimido el 22 de marzo de 2015 y sus 8 comunas pasaron a formar parte del nuevo cantón de Châtellerault-2.